# Allocosmia sugii
Allocosmia sugii là một loài bướm đêm trong họ Noctuidae.